# Schloss der Freiherren von Palm (Wernau)

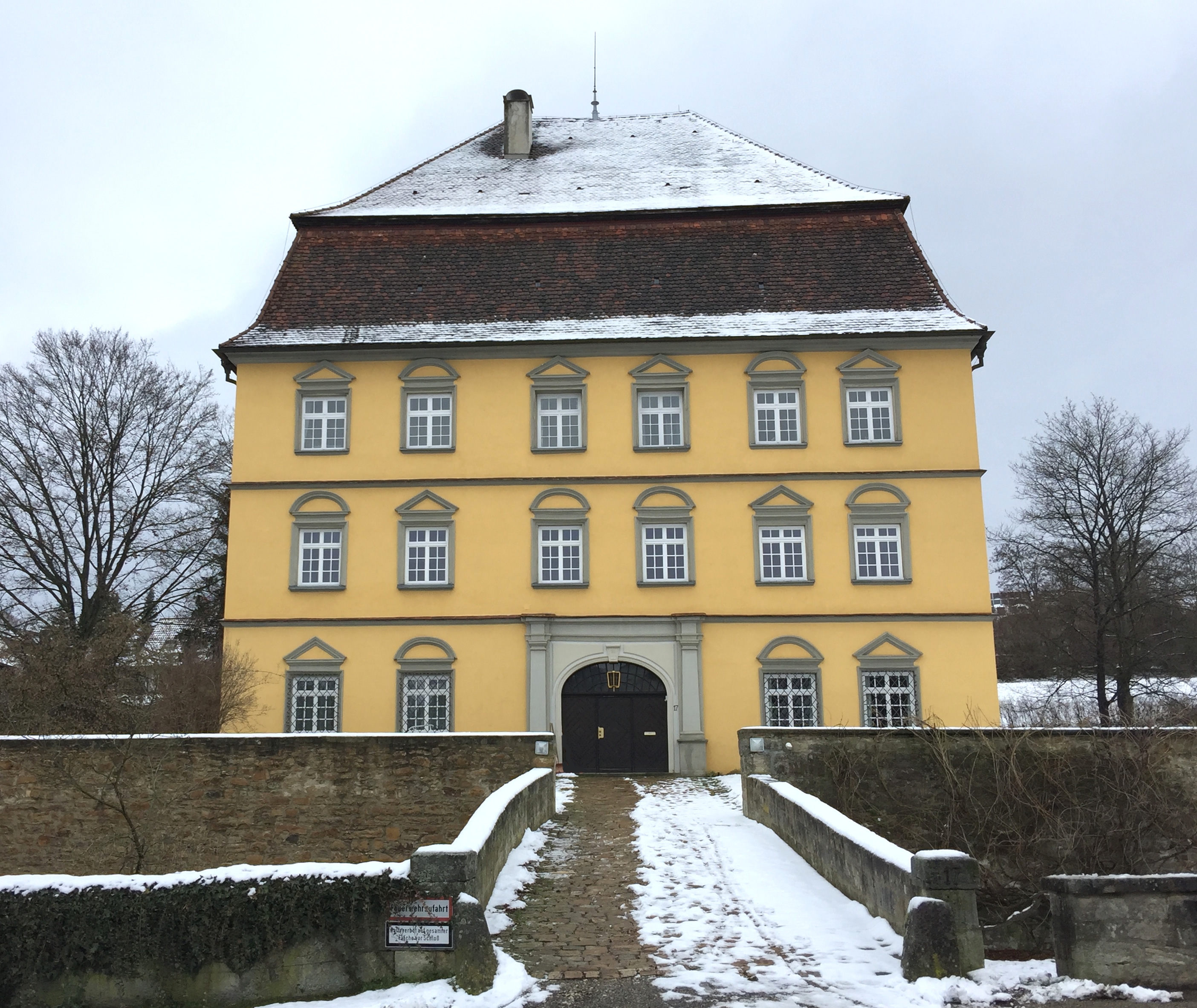
Schloss Steinbach / Palmsches Schloss

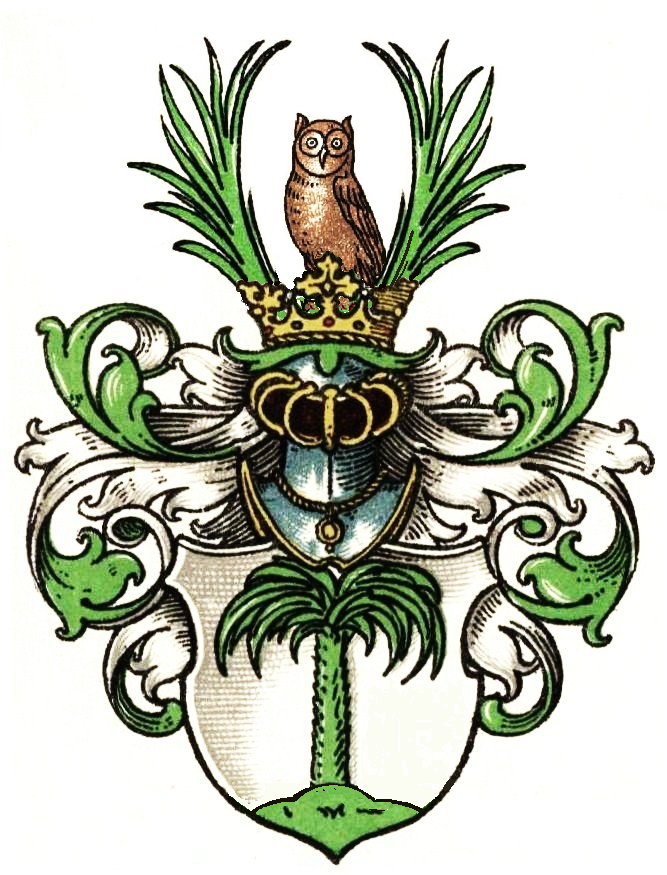
Das sprechende Wappen derer von Palm

Das Schloss der Freiherren von Palm ist ein Schloss aus dem frühen 18. Jahrhundert an der Hauptstraße in Steinbach, einem heutigen Ortsteil von Wernau im Landkreis Esslingen in Baden-Württemberg.   

## Geschichte
Steinbach befand sich einst unter der Herrschaft der Herren von Liebenstein, die auch das später in den Besitz der Familie von Palm übergegangene Schloss erbauen ließen. Schon vor dem heute noch existierenden Bauwerk stand an gleicher Stelle eine Wasserburg.
In den Besitz der Anlage in Steinbach kam die Familie von Palm, als Franz Gottlieb von Palm (1691–1749) in Schwaben die Güter Ober- und Unterbalzheim, Bodelshofen und Steinbach: Im Juni 1740 kaufte er das Gut Bodelshofen und erwarb kurz darauf Teile des Ritterguts Balzheim. Vier Jahre später kam das Gut Steinbach hinzu.
Das heute noch existierende Schloss der Familie von Palm in Steinbach wurde durch einen Fruchtkasten und eine Kelter ergänzt. Das gelb getünchte Hauptgebäude hat einen nahezu quadratischen Grundriss und ein hohes Mansarddach. Die drei unteren Stockwerke sind optisch durch horizontale Gliederungselemente voneinander abgesetzt. Das Gebäude ist von hohem Baumbestand umgeben.
Das Schloss befindet sich in Privatbesitz und steht der Öffentlichkeit nicht zur Besichtigung offen.